# Ermin Bičakčić
Ermin Bičakčić (Zvornik, 24 de janeiro de 1990) é um futebolista bósnio que atua como zagueiro. Atualmente, joga pelo Eintracht Braunschweig.
Participou da Copa do Mundo FIFA de 2014.